# Eskortenschiff
Als Eskortenschiff wurden Schiffe der Hagana bezeichnet, die an der illegalen Einwanderung von Juden nach Palästina zwischen 1946 und 1948 beteiligt waren, ohne jedoch selbst bis an die Küste Palästinas zu fahren.

## Vorgeschichte
Illegale Einwanderung von Juden gab es seit den 1930er Jahren, als die britische Mandatsregierung unter dem Druck arabischer Aufstände die legale Einwanderung von Juden begrenzte. Durch die Entwicklung in Europa, besonders unter dem wachsenden Antisemitismus, stieg die Zahl der einreisewilligen Juden. Gleichzeitig wurde die Einwanderungsquote der Mandatsverwaltung z. B. durch das Weißbuch von 1939 immer weiter reduziert, bis nach 1943 keine Einwanderung ohne ausdrückliche arabische Zustimmung mehr vorgesehen war. Diese gegenläufige Situation führte zur illegalen Einwanderung (im englischen Sprachraum clandestine immigration = heimliche Einwanderung genannt). Da Eretz Israel von arabischen Staaten umgeben war, erfolgte der Großteil der Einwanderung mit Schiffen über das Mittelmeer. Bedingt durch den Ausbruch des Zweiten Weltkriegs nahm die illegale Einwanderung während der Kriegsjahre ab, doch mit Ende des Krieges stieg die illegale Einwanderung wieder sprunghaft an. Ursache war die große Anzahl Displaced Persons sowie die Holocaust-Überlebenden, die in ihrer alten Heimat nicht willkommen waren – bereits im ersten Nachkriegsjahr kam es in Osteuropa wieder zu immer heftigeren antisemitischen Pogromen, bis hin zum Pogrom von Kielce. Zudem wurde die illegale Einwanderung durch die Hagana mit der eigens gegründeten Organisation Mossad le Alija Bet professionell organisiert, unterstützt durch die Jewish Agency, den Palmach und den Palyam.

## Schiffsproblematik
Die Briten reagierten auf die illegale Einwanderung mit Inhaftierung der Einwanderer, Mossad-Mitglieder und Schiffsbesatzungen, und der Konfiszierung der verwendeten Schiffe. Bereits Ende 1945 wurde eine gut organisierte und effektive Seeblockade errichtet, um die Einwandererschiffe frühzeitig zu entdecken. Dies führte dazu, dass der Hagana mit den konfiszierten Schiffen große Vermögenswerte abflossen, und zusehends weniger Schiffsbesitzer und Mannschaften bereit waren, sich von der Hagana anwerben zu lassen. Die Hagana war jedoch auf die nichtjüdischen Schiffsbesatzungen angewiesen, da kaum ausgebildete und erfahrene jüdische Seeleute zur Verfügung standen. Mitte 1946 wurden mehrere Maßnahmen ergriffen, um dieser Problematik zu begegnen. Neben der verstärkten Ausbildung jüdischer Seeleute und dem Aufkaufen eigener (meist schrottreifer) Schiffe durch jüdische Strohfirmen, wurde das Prinzip der Eskortenschiffe eingeführt.

## Prinzip der Eskortenschiffe
Zwei Schiffe starten an verschiedenen Häfen in Europa mit Einwanderern an Bord. Etwa eine Tagesreise von der israelischen Küste entfernt, wechseln die Einwanderer vom kleineren Schiff auf das größere. Im Gegenzug steigen die nichtjüdischen Seeleute sowie die Palmachniks, die für die restliche Fahrt entbehrlich sind, in das kleinere Schiff um und fahren nach Europa zurück, während das größere Schiff die Küste ansteuert und die britische Seeblockade zu durchbrechen versucht.
Die Vorteile dieses Prinzips sind:
- Für den Großteil der Überfahrt ist kein Schiff überladen. Die Überfüllung während der letzten Tagesetappe kann leichter ertragen werden, als eine mehrtägige Seereise bei solch beengten Verhältnissen.
- Das zurückfahrende Schiff sowie die nichtjüdischen Mannschaften entgehen sicher der britischen Konfiszierung und Verhaftung, wodurch die Hagana wieder erfolgreicher wurde im Anwerben von Schiffen.
- Da ein Teil der jüdischen Organisatoren und Helfer der Einwandererschiffe ebenfalls zurückfuhren, entgingen sie zuverlässig einer möglichen Verhaftung.

## Fahrten der Eskortenschiffe
Die erste Umsetzung dieses Prinzips erfolgte im Juni 1946 mit dem Einwandererschiff Haviva Rayik und dem Eskortenschiff Rafi. Die Rafi diente das nächste Mal bereits im August 1946 als Eskortenschiff für die Henrietta Szold. Das Eskortenschiff mit den meisten Fahrten war die Albertina, die mindestens vier Eskortenfahrten unternahm: Für die Palmach im September 1946, die Bracha Fuld im Oktober 1946, für die Shabtai Luzinski im März 1947 und die She'ar Yeschuv im April 1947. Im November sollte die Albertina mit der Kadima zusammentreffen, die Schiffe verfehlten sich jedoch.
Durch ungünstiges Wetter, mangelnde Erfahrung und schlechte Funkverbindung bedingt, kam es zu mehreren verfehlten Rendezvous zwischen Eskorten- und Einwandererschiff: Außer dem Rendezvous zwischen Albertina und Kadima verfehlten sich auch Abba Berditschew und Knesset Israel, Habarak und Chaim Arlosoroff, Theodor Herzl und She'ar Yeschuv sowie The 14 Fallen of Gesher Aziv und Shivat Zion. Die Geula war zwar als Eskortenschiff für die Jewish State vorgesehen, aufgrund der britischen Observation der beiden Schiffe wurde dieses Vorhaben jedoch aufgegeben. In den meisten Fällen fuhren die Eskortenschiffe weiter nach Palästina und versuchten die Blockade zu durchbrechen, was aber nur der Albertina unter dem Hagana-Codenamen Aliya gelang. Die Habarak musste wegen irreparablen Maschinenschadens aufgegeben werden, und die Abba Berditschev sank nach einer Kollision mit einem Riff.